# Iso Hatonsaari
Iso Hatonsaari är en ö i Finland. Den ligger i sjön Putkilahti och i kommunen Rantasalmi i den ekonomiska regionen  Nyslotts ekonomiska region  och landskapet Södra Savolax, i den sydöstra delen av landet, 270 km nordost om huvudstaden Helsingfors. Öns area är 8,4 hektar och dess största längd är 0,5 kilometer i öst-västlig riktning.